# Prédateurs de Granby (LHSPQ)
Les Prédateurs de Granby sont une équipe de hockey sur glace ayant évolué dans la Ligue de hockey semi-professionnel / senior majeur du Québec de 1997 à 2004.

## Historique
L'équipe fut créée en 1997 après le déménagement du 94 de Waterloo et s'établit d'abord à Granby sous le nom de Blitz de Granby, l'équipe fut vendu en 2002 et prit alors le nom des Prédateurs. Des problèmes financiers les obligèrent à mettre fin à leurs activités en 2004.

### Autres noms
Durant les 8 années d'existence de la franchise, celle-ci porta trois appellations différentes, soit :
- 94 de Waterloo en 1996-1997.
- Blitz de Granby de 1997 à 2002.
- Prédateurs de Granby de 2002 à 2004.

### Saisons en LNAH
Note: PJ : parties jouées, V : victoires, D : défaites, N : matchs nuls, DP : défaite en prolongation, DF : défaite en fusillade, Pts : Points, BP : buts pour, BC : buts contre, Pun : minutes de pénalité
| Saison  | PJ | V  | D  | N | DP | Pts | Classement                | Séries éliminatoires |
| ------- | -- | -- | -- | - | -- | --- | ------------------------- | -------------------- |
| 1997-98 | 38 | 24 | 13 | 1 | 0  | 49  | 2e place, Division LHSPQC | hors des séries      |
| 1998-99 | 36 | 16 | 14 | 6 | 0  | 38  | 2e place, Division LHSPQC | hors des séries      |
| 1999-00 | 38 | 14 | 19 | 5 | 0  | 33  | 6e place, Division LHSPQN | éliminé en 1er ronde |
| 2000-01 | 44 | 13 | 29 | 1 | 1  | 28  | 7e place, Division LHSPQO | hors des séries      |
| 2001-02 | 44 | 18 | 24 | 0 | 2  | 38  | 7e place, Division LHSPQE | éliminé en 1er ronde |
| 2002-03 | 52 | 10 | 37 | 3 | 2  | 25  | 6e place, Division Est    | éliminé en 1er ronde |
| 2003-04 | 50 | 19 | 26 | 2 | 3  | 43  | 7e place, Division Ouest  | hors des séries      |